# Movement in Colour
Movements in Colour is het eerste muziekalbum dat Andy Sheppard onder eigen naam uitgeeft bij ECM Records. Sheppard speelde al eerde mee op het muziekalbum The Lost Chords find Paolo Fresu dat door Carla Bley werd uitgegeven bij Watt Works een sublabel van ECM. Het album werd opgenomen in Studios La Buissonne te Pernes-les-Fontaines alwaar meerdere albums van ECM werden opgenomen. Sheoppard speelde op dit album met artiesten die soms zelf ook albums uitbrengen bij dat label, onder eigen naam of in bands van anderen.

## Musici
- Andy Sheppard – sopraansaxofoon, tenorsaxofoon
- John Patricelli – gitaar
- Eivind Aarset – elektrische gitaar, elektronica
- Arild Andersen – contrabas, elektronica
- Kuljit Bhamra – slagwerk

## Composities
Allen van Sheppard:
1. La tristesse du roi (14 :40)
2. Bing (6 :02)
3. Nave nave moe (12 :14)
4. Ballarina (3:58)
5. May song (6:46)
6. We shall not go to market today (8:06)
7. International blue (5:43)